# Shantinagar (Dang Deokhuri)
Shantinagar (nep. शान्तिनगर) – gaun wikas samiti w zachodniej części Nepalu w strefie Rapti w dystrykcie Dang Deokhuri. Według nepalskiego spisu powszechnego z 2001 roku liczył on 1772 gospodarstw domowych i 8854 mieszkańców (4551 kobiet i 4303 mężczyzn).